# Kambodžská kuchyně

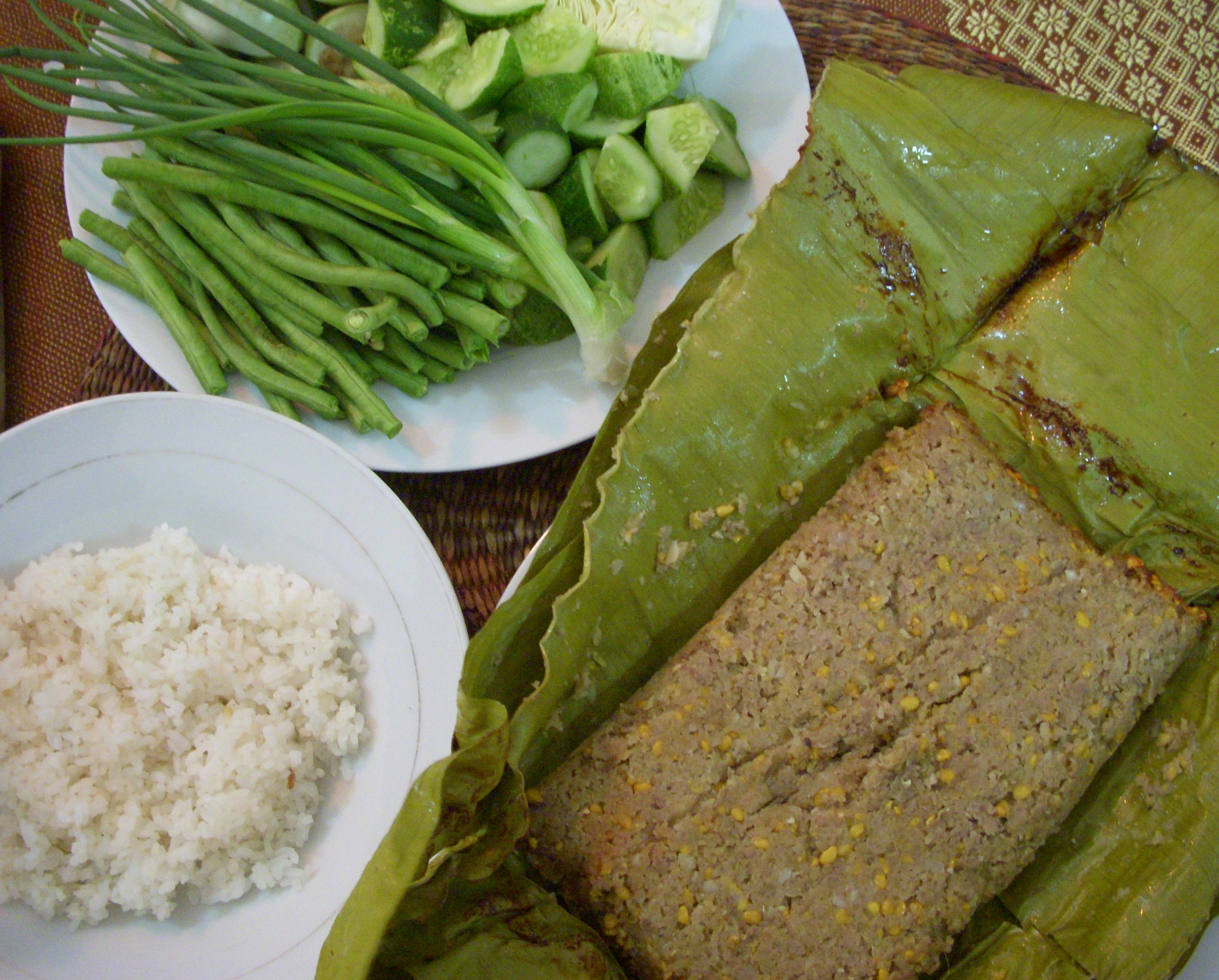
Prahok v banánovém listu s rýží a zeleninou

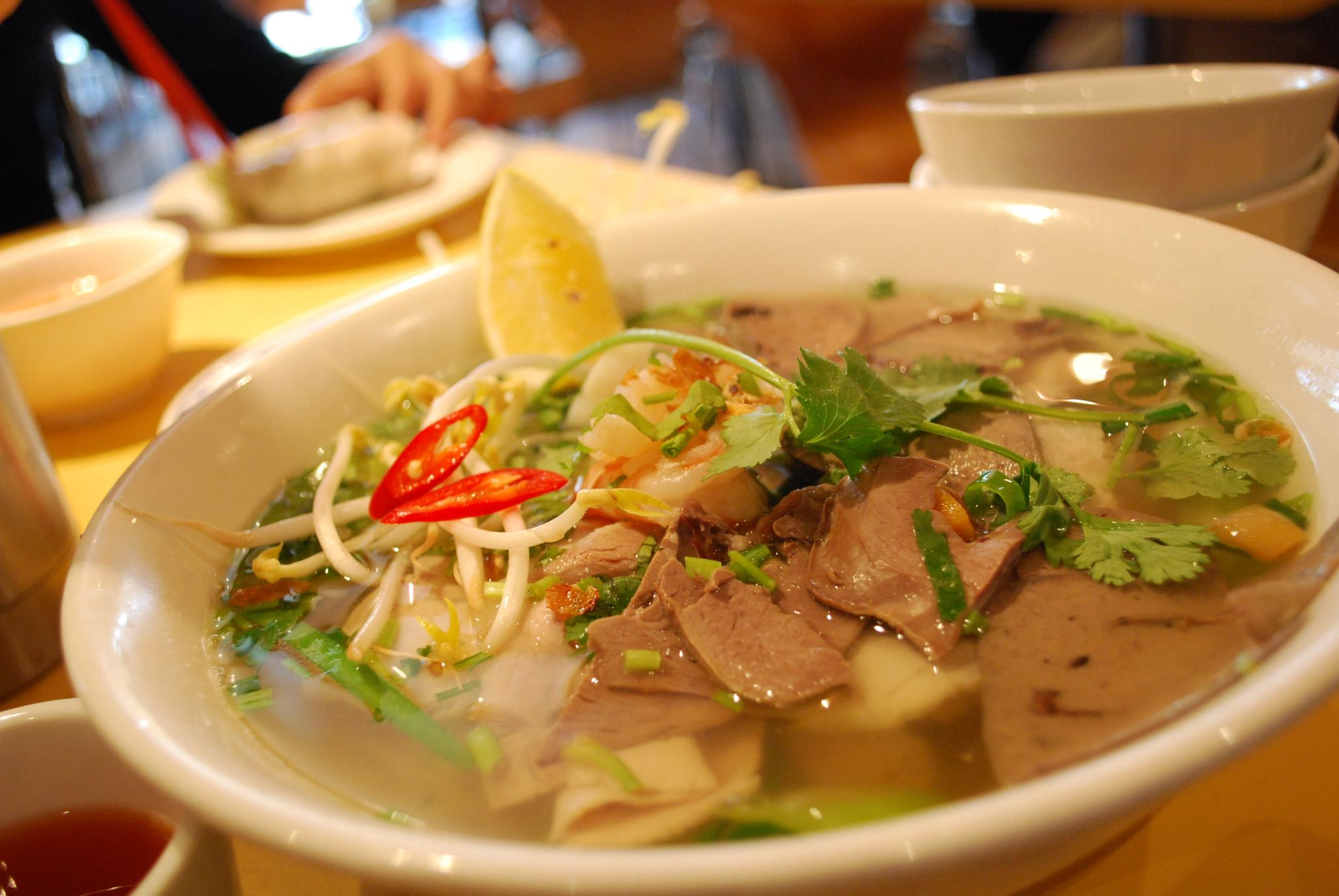
Kuy teav Phnom Penh

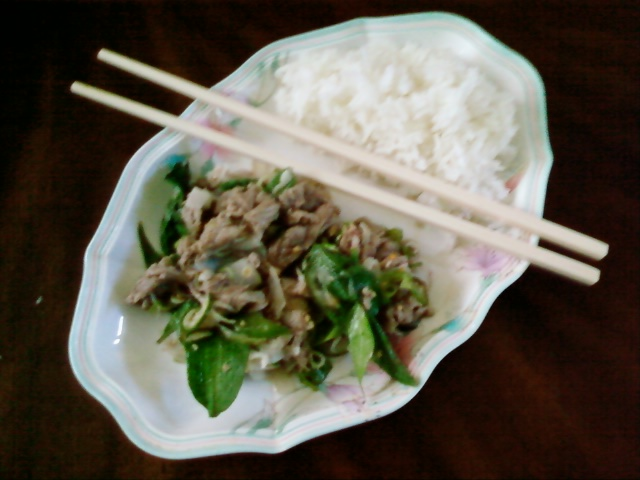
Pleah sach ko

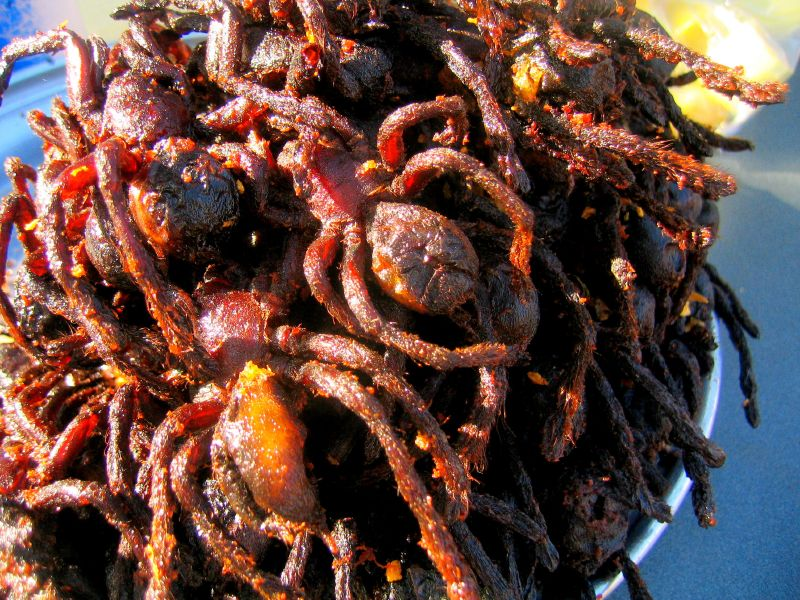
Smažený pavouk

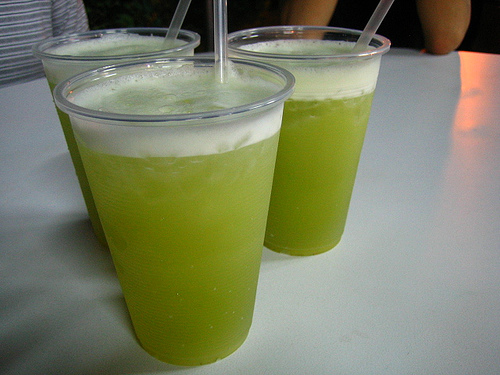
Šťáva z cukrové třtiny

Kambodžská kuchyně, též khmerská kuchyně, (kambodžsky សិល្បៈខាងធ្វើម្ហូបខ្មែរ) je tradiční kuchyní Kambodži, státu v jihovýchodní Asii.
Nejdůležitější ingrediencí kambodžské kuchyně je jednoznačně rýže, která se podává jako příloha a je také ingrediencí v mnoha kambodžských jídlech. Díky monzunům jsou v Kambodži ideální podmínky pro pěstování rýže a odhaduje se že se v Kambodži používá přes 2000 variant rýže. 
Další důležitou ingrediencí jsou sladkovodní ryby, které se v tak hojné míře používá díky tomu, že Kambodžou protéká veletok Mekong a ve střední Kambodži se nachází velké jezero Tonlésap. Z masa se dále používá nejčastěji kuřecí a vepřové, lze se ale také setkat i s dalšími druhy masa. Mezi další důležité ingredience kambodžské kuchyně patří různé fermentované omáčky (sójová, rybí, ústřicová), kari pasty (kroeung), prahok (solené fermentované mleté rybí maso), nudle a různé druhy ovoce a zeleniny.
Nepoužívanějšími kořeními v kambodžské kuchyni jsou černý a kampotský pepř, kardamom, kurkuma, badyán, galangál, zázvor, citronová tráva nebo mauricijská lilmeta.
V mnoha ohledech je kambodžská kuchyně blízká thajské kuchyni (ačkoliv používá méně chilli a kokosu) nebo vietnamské kuchyni. Na kambodžskou kuchyni měla znatelný vliv čínská kuchyně (nudle), indická kuchyně (kari), ale i francouzská kuchyně (bageta).

## Příklady kambodžských pokrmů

### Nudle
Nudle byly přejaty z čínské kuchyně a v Kambodži se obvykle vyrábějí z rýže, ale podávají se i pšeničné nudle (la mien) nebo tapiokové nudle (lort). Mezi nejpopulárnější nudlová jídla patří nudle v barmském stylu zvané mee kola. Jedná se o vegetariánský pokrm z rýžových nudlí, restované se sójovou omáčkou, zeleninou, podávané s arašídy a vejcem. Dalším populárním nudlovým pokrmem je mee katang (široké nudle v kantonském stylu, vařené se zeleninou a masem v ústřicové omáčce) nebo nom banh chok (nudle v kari omáčce). Nudle se také přidávají do polévek.

### Polévky
Polévka kuy teav je jedním z nejtypičtějších kambodžských pokrmů. Jedná se o vepřový vývar s nudlemi, podávaný s pokrájenou zeleninou, čerstvým koriandrem nebo plátky masa. Obvykle se podává k snídani. Existuje ve více variantách. Dalšími populární polévkou je mee kiev (kambodžská verze wontonové polévky, polévka s knedlíčky).

### Další kambodžské pokrmy
Další kambodžské pokrmy:
- Rybí amok, rybí maso v omáčce z kokosového mléka a kari, podávané v banánovém listě[2]
- Jarní závitky, plněné závitky z rýžového papíru
- Pleah sach ko, salát z plátků hovězího masa s prahokem a limetky
- Kralan, směs rýže, palmové cukru a fazolí, vařená v páře uvnitř bambusového kmene
- Bai chha, khmerská varianta smažené rýže, se sójovou omáčkou a masem
- Babor, rýžová kaše
- Smažení sklípkani
- Samlar kari, kuřecí kari podávané s bagetou
- Hovězí maso, typicky zpracované v kombinaci se sojovou omáčkou a kampotským pepřem (např. Lok Lak)
- Nataing, jemně mleté vepřové maso vařené v kokosovém mléce; obvykle je servírován jako předkrm

## Příklady kambodžských nápojů
Příklady kambodžských nápojů:
- Zelený čaj, podávaný studený i teplý
- Rýžové víno
- Šťáva z cukrové třtiny[2]
- Pivo
- Zlatý sval, nápoj z bylinek a jeleních parohů